# Breve chronicon Northmannicum
Le Breve chronicon Northmannicum (« Brève Chronique des Normands ») est une chronique anonyme du XIIe siècle rédigée en langue latine ; bien que fort courte, elle constitue une source importante concernant la conquête normande de l'Apulie, dans le sud de l'Italie. Elle couvre une période allant de la première « invasion » normande en 1041, à la mort de Robert Guiscard en 1085. Comme l'indique son auteur à la fin de sa chronique, elle fut rédigée sous le règne du duc Guillaume d'Apulie (1111–1127). Selon Ferdinand Chalandon, le chroniqueur était soit un Normand, soit un partisan des Normands. Le Breve chronicon Northmannicum est bien renseigné pour tout ce qui touche la Terre d'Otrante et la Pouille, mais ne sait presque rien des événements qui se sont déroulés en dehors de ces régions.
La première édition de cette chronique fut publiée au XVIIIe siècle par Ludovico Antonio Muratori dans le 5e volume de son Rerum italicarum scriptores (1724) sous le titre Breve chronicon Northmannicum de rebus in Iapygia et Apulia gestis contra Graecos.